# Rzeczoznawca budowlany
Rzeczoznawca budowlany – osoba, posiadająca wyższe wykształcenie techniczne, uprawnienia budowlane bez ograniczeń oraz udokumentowaną praktykę i znaczący dorobek w zakresie objętym rzeczoznawstwem, na podstawie których Polska Izba Inżynierów Budownictwa nadała jej tytuł rzeczoznawcy budowlanego. Jej podstawowa działalność polega na wykonywaniu ekspertyz (opinii) technicznych w ściśle określonym zakresie tematycznym, zapewniającym ich niekwestionowaną miarodajność. Funkcję rzeczoznawcy budowlanego wprowadziła ustawa Prawo budowlane z 1994 roku. Do czasu wejścia w życie przepisów ustawy z dnia 9 maja 2014 r. rzeczoznawcy budowlani sprawowali samodzielną funkcję techniczną w budownictwie.